# Skiren (Snavlunda socken, Närke)
Skiren är en sjö i Askersunds kommun i Närke och ingår i Motala ströms huvudavrinningsområde. Sjön har en area på 0,431 kvadratkilometer och ligger 101,6 meter över havet.

## Delavrinningsområde
Skiren ingår i det delavrinningsområde (653758-145230) som SMHI kallar för Nedlagd mätstation. Medelhöjden är 115 meter över havet och ytan är 11 kvadratkilometer. Räknas de 2 avrinningsområdena uppströms in blir den ackumulerade arean 60,96 kvadratkilometer. Vattendraget som avvattnar avrinningsområdet har biflödesordning 3, vilket innebär att vattnet flödar genom totalt 3 vattendrag innan det når havet efter 170 kilometer. Avrinningsområdet består mestadels av skog (63 procent), öppen mark (12 procent) och jordbruk (11 procent). Avrinningsområdet har 1,38 kvadratkilometer vattenytor vilket ger det en sjöprocent på 12,5 procent.